# Zonsverduistering van 26 februari 1979

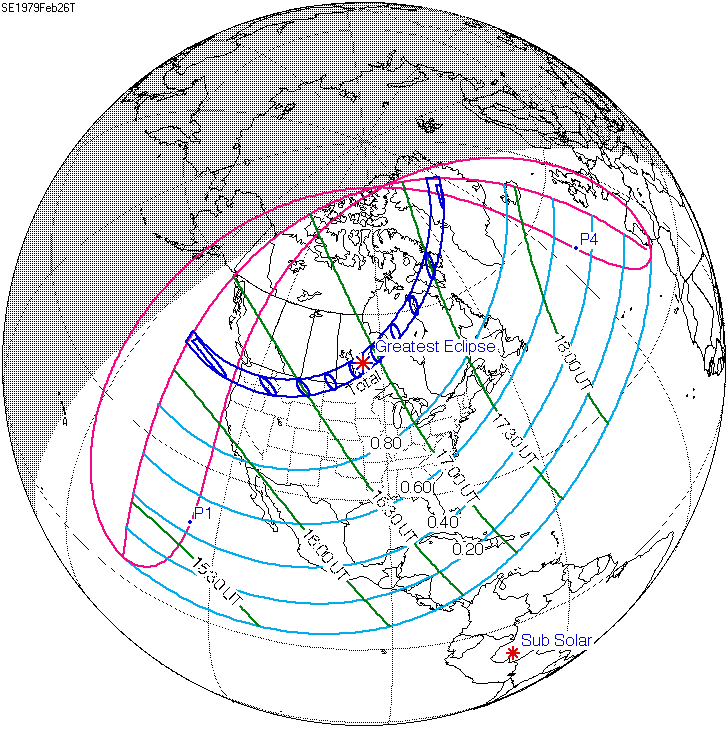
De zonsverduistering was te zien tussen de blauwe lijnen.

De totale zonsverduistering van 26 februari 1979 trok veel over land en zee en was achtereenvolgens te zien in deze elf deelgebieden: Oregon, Washington, Idaho, Montana, North Dakota, Saskatchewan, Manitoba, Ontario, Quebec, Nunavut en Groenland.

## Lengte

### Maximum
Het punt met maximale totaliteit lag in Canada tussen de plaatsen Pauingassi en Pikangikum en duurde 2m48,9s.

### Limieten
| Fenomeen                    | Code | Tijdstip UTC |
| --------------------------- | ---- | ------------ |
| Eerste contact bijschaduw   | P1   | 14:45:13.6   |
| Eerste contact kernschaduw  | U1   | 16:07:15.6   |
| Kernschaduw compleet vanaf  | U2   | 16:11:12.1   |
| Bijschaduw compleet vanaf   | P2   | Niet         |
| Maximum eclips              | GE   | 16:54:15.6   |
| Bijschaduw compleet t/m     | P3   | Niet         |
| Kernschaduw compleet t/m    | U3   | 17:37:00.0   |
| Laatste contact kernschaduw | U4   | 17:40:55.0   |
| Laatste contact bijschaduw  | P4   | 19:03:06.3   |